# Bibliographie sur les parlers franc-comtois
Cette page regroupe les textes et publications concernant les parlers de Franche-Comté : le franc-comtois de langue d'oïl (intégrant les territoires du Jura Suisse et Bernois); le jurassien issus du franco-provençal ; le français régional.

## Le Franc-Comtois

### Études globales sur la langue
- BEAUQUIER, Charles. Faune et flore populaire de Franche-Comté : vol.1 : Faune. Paris : Ernest Leroux, 1910. 403 p.
- BEAUQUIER, Charles. Faune et flore populaire de Franche-Comté : vol.2 : Flore. Paris : Ernest Leroux, 1910. 405 p.
- BICHET, Robert. Proverbes et dictons de Franche-Comté. Besançon : Cêtre et Librairie Franc-comtoise, 2007. coll. Poche. 317 p.  (ISBN 978-2-87823-152-6)
- CHAMBON Jean-Pierre, « Le sabotier et le linguiste : un texte oral en parler comtois de Saint-Sauveur (Haute-Saône, France) recueilli par Paul Passy à la fin du XIXe siècle », Zeitschrift für romanische Philologie, Berlin, De Gruyter editions, vol. 134, no 4,‎ 2018 (lire en ligne)
- CHAMBON Jean-Pierre, « Sur l'étymologie de quelques toponymes du nord-est de la Franche-Comté », Nouvelle revue d'onomastique, Paris, Société française d'onomastique, vol. 41-42,‎ 2003, p. 143-155 (ISSN 0755-7752, lire en ligne)
- COLIN, Jean-Paul (dir.) ; Les Comtophiles. Trésors des parlers comtois. 4e éd. revue et augmentée. Besançon : Cêtre et Librairie Franc-comtoise, 2009. 431 p.  (ISBN 978-2-87823-214-1)
- DARTOIS (Vicaire-général de Besançon). Importance de l'étude des patois en général, coup-d'œil spécial sur ceux de la Franche-Comté. Besançon, 1850.
- DEBUSNE, Catherine. Costume de Franche-Comté : Fêtes et traditions. Yens : Cabédita, 2003. coll. Archives vivantes.  (ISBN 978-2-88295-329-2)
- DERMARD, Jean-Christophe ; ROYER Claude et al. La Tradition franc-comtoise : Les costumes comtois, les parlers comtois. Wettolsheim : Mars et Mercure, 1980. 169 p.
- DERMARD, Jean-Christophe ; ROYER Claude et al. La Tradition franc-comtoise : Arts populaires, dictons, histoire des recherches. Wettolsheim : Mars et Mercure, 1980. 177 p.
- DONDAINE, Colette ; DONDAINE, Lucien. Atlas linguistique et ethnographique de la Franche-Comté. 4 vol. Paris : éd. du C.N.R.S., 1972, 1978, 1984, 1991. (1616 cartes, dessins de Jean Garneret).
- DONDAINE, Colette. Les Parlers comtois d'oïl : étude phonétique. Paris : C. Klincksieck, 1972. coll. Bibliothèque Française et Romane. 487 p.  (ISBN 978-2-252-01438-7)
- DONDAINE, Colette ; DONDAINE, Lucien. Trésors étymologique des mots de la Franche-Comté. Strasbourg : éd. de la société de Linguistique romane, 2002. (d'après Atlas linguistique et ethnographique de la Franche-Comté).
- DROMARD, René. 3000 expressions du parler franc-comtois. éd. Franc-Albert, 1991. 307 p.  (ISBN 978-2-908213-05-8)
- DROMARD, René. Le parler comtois : 3500 expressions illustrées par l'exemple.
- FALLOT, S.-F. Recherches sur le patois de Franche-Comté, de Lorraine et d'Alsace. Montbéliard : 1828.
- GIET, M. Phonologie comparée du franc-comtois et de l'allemand. Besançon : 1975. (UFR SLHS Besançon).
- MONNIER, Désiré. Vocabulaire de la langue rustique et populaire de la Séquanie. 1857. (in. Annuaire du département du Jura).
- SCHERF, Peter. Untersuchungen zum Sprachbewusstsein der Patois-Sprecher in der Franche-Comté. Tübingen : Gunter Narr, 1983. coll. Ergebnisse und Methoden moderner Sprachwissenschaft. 329 p. (trad. titre: Études sur la conscience linguistique des locuteurs du patois de la Franche-Comté ; trad. coll.: Les résultats et les méthodes de la linguistique moderne).  (ISBN 978-3-87808-317-7)

### Études linguistiques locales
FRANCHE-COMTÉ
- ALEX, Paul. Le Patois de Naisey, canton de Roulans, arrondissement de Besançon : phonétique, morphologie, syntaxe, lexique, suivis d'une étude des lieux-dits de la commune et de fables de La Fontaine en patois de Naisey. Abbeville : 1965. coll. linguistique bourguignonne et comtoise. 333 p.
- BEAUQUIER, Charles. Vocabulaire étymologique des provincialismes usités dans le département du Doubs. Marseille : Laffitte Reprints, 1983. 304 p. (réimpression de l’édition de Besançon, 1881).
- BLOCH, O. Le parler des Vosges Saônoises. Laffitte Reprints.
- BOILLOT, Félix François. Le Patois de la commune de La Grand'Combe (Doubs). Paris : H. Champion, 1910. 394 p.
- BOUVERESSE, Alfred. Histoire des villages et du canton de Rougemont (Doubs). Vesoul : 1976. 201 p.
- BOUVERET, Georgette ; MICHEL, Stéphane. Le patois de La Neuvelle-lès-Scey, Haute-Saône. Vesoul (1 rue de Franche-Comté, 70000) : Franche-Comté éd., 2003. 90 p.  (ISBN 2-915402-11-6)
- BOUVERESSE, Alfred (abbé). De Cicon à la Grâce-Dieu: histoire des villages des cantons de Vercel. Vesoul : 1979. 303 p.
- BUGLER, G. Étude historique et toponymique sur Valentigney. Montbéliard : Les presses de l'Est, 1965. 118 p.
- CHALMIN, Paul. Traditions orales de Cubry-lès-Soing, Haute-Saône : coutumes et racontottes, dictons, lexique patois. Vesoul (1 rue des Ursulines, 70000) : Société d'agriculture, lettres, sciences et arts de la Haute-Saône, 2000. 62 p.  (ISBN 2-85642-056-7)
- CUENAT, P. Le parler de Peppe (Territoire de Belfort). Faculté des lettres de Paris.
- CUVIER, Charles (dir.). Notes sur le patois de l'ancienne principauté de Montbéliard. Montbéliard : 1860. Publié par la Société d'émulation de Montbéliard. (participation de MM. Bohin et Morel).
- DEBRACH, Jeanine. La Crèche bisontine: étude de langue. 1982. UFR SLHS Besançon.
- FOL, J. Un vieil usage du pays de Montbéliard : Les sobriquets collectifs des habitants des villages (avec des notes sur la toponymie des lieux habités). Montbéliard : 1977.
- GARNERET, Jean. Un village comtois, Lantenne, ses coutumes, son patois…. Paris : les Belles lettres, 1959. 390 p. (préface par Pierre Gardette).
- GASCON, R.E. Quelques locutions usitées en Franche-Comté, et particulièrement à Dole. Paris : 1892.
- GRAMMONT, Maurice. Maurice Grammont. Le Patois de la Franche-Montagne et en particulier de Damprichard (Franche-Comté). Paris : 1892. 64 p.
- GRANDJEAN, Pierre. Fougerolles : son patois, son folklore, ses traditions populaires, ses coutumes. Fougerolles (La Forge, 20, rue de Luxeuil, 70220) : P. Grandjean, 1979.
- Langues régionales et français régional en Franche-Comté nord et Jura suisse. Actes du Colloque de Belfort, numéro spécial du Bulletin de la Société belfortaine d'émulation, 88-1997, 160 p.
- LEROUX, Daniel ; Collège René-Perrot (Le Russey, Doubs). La ferme et les ustensiles du paysan dans le canton du Russey, 1880-1920 : dictionnaire méthodique, lexiques patois-français et français-patois. Le Russey (1 rue du Maréchal-Foch, 25210) : Collège René-Perrot, 1996. 151 p.
- Jean-Marie Marconot. Témoignage sur la diglossie franc-comtoise. 1987 in. « Actes des Universités d'été » - Nîmes - Association pour la culture occitane.
- MARCONOT, Jean-Marie. Diglossie franc-comtoise. 1983 et 1986 in. « Lengas, revue de sociolinguistique » n°14 et n°20.
- MARCONOT, Jean-Marie. Comment appeler une langue ?. 1989. in. « Bulletin de l'Union des patoisants en langue romane de la Trouée de Belfort et région limitrophe » n°6.
- MARCONOT, Jean-Marie. Écriture de l'idiome natal comtois d'oil- Le pays de Belfort. 1990. in. « Lengas, revue de sociolinguistique » n°83, p. 83-92.
- MARCONOT, Jean-Marie. La question de la langue régionale. 1992. in. « Bulletin de la Société belfortaine d'émulation » n°83, p. 83-92.
- MARCONOT, Jean-Marie. L'union des patoisants en langue romane de la Trouée de Belfort et région limitrophe : étude d'une association patoisante. 1992. in « Source picarde ».
- MARCONOT, Jean-Marie. Anthropologie de la langue locale : le cas du comtois. 1996. in. « Evaluer la vitalité : variétés d'oil et autres langues ». (actes du colloque international, Amien, Université de Picardie, 29-30 novembre).
- MARCONOT, Jean-Marie. Le Parler comtois : Une langue à découvrir. Bière : éd. Cabédita, 2010. coll. Archives vivantes. 204 p.
- MORIN, Yves. Etude du parler de la Neuvelle-les-Scey, Haute-Saône : arrondissement de Vesoul, canton de Port-sur-Saône. 1975. UFR SLHS Besançon.
- PASSY, Paul. Notes sur quelques patois comtois. Paris : 1895. in. « Revue de philologie française ».
- PERRON, Ch. Le patois de Broye-les-Pesmes. 1888.
- POLY, E. Etude sur le patois de la région est de la Haute-Saône. (exemplaire dactylographié).
- RIVENC, M-M. Le vocabulaire des négociants en bestiaux de la Haute-Saône et son environnement syntaxique. 1978. (Thèse de 3e cycle à l'Université de Toulouse II).
- ROUSSELET, M. Etude sur le patois du village de Frasne (Doubs). 1927. UFR SLHS Besançon.
- Société belfortaine d'Emulation. Langues régionales et français régional en Franche-comté Nord et Jura Suisse : aspects historiques et sociolinguistiques. Bulletin de la Société belfortaine d’émulation, n° 88, 1997. (Colloque franco-suisse de Belfort, 31 mai - 1er juin 1996).
- TAVERDET, G. Les noms de lieux de la Haute-Saône. Fontaine-lès-Dijon (22 rue de la Bresse, 21121) : Association bourguignonne de dialectologie et d'onomastique, 1987. 70p.  (ISBN 2-904911-17-0)
- Union des patoisants en langue romane de la Trouée de Belfort et régions limitrophes. Livret usuel de conjugaison "Conjuguez en patois".
- Termes patois et expressions locales recueillis à Valentigney au début du XXe siècles. s.n. s.l.n.d.

 JURA SUISSE
- CHRISTE, Pierre. Jean Christe, 1911-1990. Portrait et souvenir d'un homme à la vie bien remplie. éd. SJE, 1993.
- ETTMUELLER-SPIESS, Ursula. Les Articles et les noms dans le patois d'Ajoie : étude descriptive sur la morphologie et la syntaxe. Zürich : Juris-Verlag, 1978. 207 p.  (ISBN 978-3-260-04454-0)
- HENRY, Pierre. Variétés et variantes des patois jurassiens. éd. SJE, 1995.
- JOLIAT, Jean. Orthographe du patois du Jura Suisse. éd. SJE, 1998.
- LEHMAN, Sabine. Vestiges d'un patois : la situation des patois jurassiens. éd. SJE, 1994.
- MOINE, Jean-Marie. Rentrée du patois à l'école jurassienne. éd. SJE, 1996.

 JURA BERNOIS
- DEGEN, Wilhelm. Das Patois von Crémine. Duck E. Karras, 1896.
- DE ROCHE, Charles. Les noms de lieu de la vallée Moutier-Grandval (Jura Bernois) : étude toponomastique. Halle a. S. : M. Niemeyer, 1906. (Thèse)
- ROSSAT, A. Proverbes patois recueillis dans le Jura bernois catholique. in. Archives suisses des traditions populaires, vol. 13.
- SCHINDLER, D. Der Vokalismus der Mundart von Sornetan. Leipzig : 1887.
- ZIMMERLI, J. Die deutsch-französische Sprachgrenze in der Schweiz. (H. Georg, 1891-1899).

### Publications
- La Racontotte, cahiers d’écologie rurale.
  - CHEVALIER, Octave. Alexandre Verdel : le barde d'Avanne dans. in. La Racontotte, 1995 (4e trim.), no 47, p. 31-36 : ill.
- Barbizier, revue régionale d’ethnologie franc-comtoise.
- La Franche-Comté vu d'ailleurs, bulletin des Francs-Comtois de Paris.
- Lè Tikiot'-La Ticlette, bulletin des Patoisants de la Communauté de Communes Vercel – Pierrefontaine les Varans.
- Voiyïn, bulletin de la Société jurassienne d'émulation (SJE).
- Lou patois de tchie nos, bulletin de l'Union des patoisants de langue romane de Belfort.
- Le nové s'raye, bulletin de l'association des patoisants romans du Sundgau (APE).

### Lexiques/Glossaires/Dictionnaires
FRANCHE-COMTÉ
- ACKERMAN, P. Dictionnaire du patois de Montbéliard. 19e (?)
- BARREY, Georges-Louis. Glossaire du patois de la vallée du Breuchin. Belfort (6, rue du Docteur-Fréry, 90000), 1978. 94 p.
- BIDAUX, Maurice. Glossaire. 1 : français-patois, Ajoie-Jura, Franche-Comté, régions avoisinantes. Villars-le-Sec (90100 Delle) ; Bure (Suisse), 1982. 292 p.
- BIDAUX, Maurice. Glossaire. 2 : patois-français, Ajoie, Franche-Comté, pays de langue d'oïl. Villars-le-Sec (90100 Delle) ; Bure (Suisse), 1983. 358 p.
- BRUN, Marie-Marguerite (née Maisonforte). Essay d'un dictionnaire comtois-françois. Besançon : 1755.
- CONTEJEAN, Charles. Glossaire du patois de Montbéliard. Nouv. éd. refondue. Montbéliard : Société d'émulation de Montbéliard, 1982. coll. Société d'émulation de Montbéliard. 385 p.
- HUMBERT, Jean. Glossaire du patois de Brotte-lez-Luxeuil. Paris : E. Droz, 1939. 83 p.
- JURET, Etienne-Abel. Glossaire du patois de Pierrecourt (Haute-Saône) : thèse complémentaire pour le doctorat ès lettres présentée à la Faculté des lettres de l'Université de Paris. Halle (Saale) : M. Niemeyer, 1913. coll. Beihefte zur Zeitschrift für romanische Philologie. 172 p.
- POULET, Victor (Dr.). Essai d'un vocabulaire étymologique du patois de Plancher-les-Mines (Haute-Saône). Paris : 1878.
- ROUSSEY, Charles. Glossaire du parler de Bournois : canton de l'Isle-sur-le-Doubs, arrondissement de Beaume-les-Dames. Marseille : Laffite, 1978. 415 p.
- Union des patoisants en langue romane de la Trouée de Belfort et régions limitrophes. Lexique Patois-Français. 2007, 2008.
- Union des patoisants en langue romane de la Trouée de Belfort et régions limitrophes. Lexique Français-Patois. 2007, 2008.
- Union des patoisants en langue romane de la Trouée de Belfort et régions limitrophes. Livret de conjugaison et de mots clés.
- VAUTHERIN, François-Auguste. Glossaire du patois de Châtenois : avec vocables des autres localités du Territoire de Belfort et des environs, précédé de notes sur le patois de la région. Genève : Slatkine, 1970. (premières parutions 1896, 1901).

 JURA SUISSE
- BIDAUX, Maurice. Glossaire. 1 : français-patois, Ajoie-Jura, Franche-Comté, régions avoisinantes. Villars-le-Sec (90100 Delle) ; Bure (Suisse), 1982. 292 p.
- BIDAUX, Maurice. Glossaire. 2 : patois-français, Ajoie, Franche-Comté, pays de langue d'oïl. Villars-le-Sec (90100 Delle) ; Bure (Suisse), 1983. 358 p.
- BRIDEL, Georges. Glossaire du patois de la Suisse Romande. Lausanne, G. Bridel Éditeur, 1866.
- GAUCHAT, Louis ; JEANJAQUET, Jules ; TAPPOLET, Ernest et al. Glossaire des patois de la Suisse romande. Rééditions permanentes (1924-...).
- GNAEGI, Sylvain. Le patois jurassien. Glossaire-Dictionnaire. Délémont : 2000.
- GUÉLAT. Dictionnaire patois-français et grammaire. SJE.
- MOINE, Jean-Marie. Glossaire du Patois (Jura Suisse, Patois-Français). SJE : 2003.
- MOINE, Jean-Marie. Glossaire Français-Patois. SJE : 2007.
- OBERLI-WERMEILLE, Marie-Louise."Le Djasaie de Tchie Nos", glossaire patois des Franches Montagnes, Patois-Français, Français-Patois". éd. Le Franc-Montagnard, 2006.
- VATRÉ, Simon. Glossaire des patois de l'Ajoie et des régions avoisinantes. préf. de Jules Surdez. Porrentruy : SJE, 1986. (première parution 1947).

L' Institut Pédagogique Jurassien a édité un coffret contenant :
- un fascicule « Langue et Culture »
- un fascicule 14 chants en dialecte jurassien
- une cassette AV : saynètes et travaux
- 5 CD en patois : 1: chansons, 2: dialogues, proverbes, 2: sketchs et travaux coutumiers

### Littérature
FRANCHE-COMTÉ
- BEAUQUIER, Charles. Chanson populaire recueillis en Franche-Comté. Paris : Emile Lechevalier, 1894.
- BEAUQUIER, Charles. Blason populaire de Franche-Comté, sobriquets, dictons, contes relatifs au village du 	Doubs, du Jura et de Haute-Saône. éd. Jean-Pierre Gyss, Rosheim, 1985. (réédition de l’ouvrage publié à 	Paris en 1897). 8p.  (ISBN 978-2-902912-45-2)
- BECKER, Madeleine ; BECKER, Georges. Ulysse et Climène, contes en patois de Montbéliard. Montbéliard : Éditions montbéliardaises, 1949. (Couverture de Pierre Jouffroy. Dessins de Bidibu).
- BICHET, Robert. Contes de Mondon et d'autres villages comtois. Besançon : 1975. 189 p.
- BICHET, Robert. Racontottes de Franche-Comté. Besançon : Cêtre et Librairie Franc-comtoise, 2008.  (ISBN 2-87823-185-6)
- BISOT, Jean-Louis. Arrivée dans l'autre monde d'une dame en paniers, poème au patois de Besançon. Besançon : 1735.
- BISOT, Jean-Louis. La Jacquemardade, poème épi-comique au patois de Besançon. Dole : Tounet, 1753.
- BOUCHOT, Henri. Barbisier décoré, pièce en deux actes en patois bisontin. Besançon : 1889.
- BRON, Valérie. Patois de Belfort-Montbéliard et du Jura. Raicontes recueillies et éditées par François Busser. Divonne-les-Bains : Cabédita, 2011, 191 p.
- BRUNETTA, Elisabeth. Châtenois et environs : légendes, contes, fables, patois. 2006.
- BUCHON, Max. Noëls et chants populaires de la France-Comté. Salins : Librairie Billet et Duvernois, 1863. 118 p.
- Chant du Rosemont. (Premier texte connu en franc-comtois, relatif aux révoltes paysannes, 1525, non publié).
- Dialogue de Porte Noire et de Pilory sur la prise de Besançon par les Francoys. (Relatif à la conquête française, date de 1668, non publié).
- DROMARD, René. Comtoiseries : sages ou légères : chroniques radiophoniques, sketches, racontotes, sermon de la crèche. Sodiex éd., 1999.
- GARNERET, Jean. Contes recueillis en Franche-Comté. Besançon : éd. Folklore Comtois, 1988.
- GARNERET, Jean ; CULOT, Charles. Chansons populaires comtoises tome 1, 2, 3. éd. Folklore Comtois, 1972-1985.
- HAAZ, René. Poèmes Morgelots en Patois. Vesoul : 1963.
- HUMBERT, Pierre-Hubert (abbé). Recueil de Noëls anciens au patois de Vanclans. Besançon : Ch. Marion, 1867. (composés vers 1746).
- RENÉ, Pierre ; Union des patoisants en langue romane. Lai Grosse Bétije.
- RICHENET, F. Le patois de Petit-Noir : canton de Chemin, Jura. Genève : Slatkine, 1978.(première édition 1896).
- Union des patoisants en langue romane de la Trouée de Belfort et régions limitrophes. In boquat d'lôvrattes : recueil de textes en patois. 2002.
- Union des patoisants en langue romane de la Trouée de Belfort et régions limitrophes. Sôris de Paitchi-feûs : recueil de textes en patois.
- VAISSIER, Alfred. Les Paniers, poème comique en patois de Besançon et sa traduction en patois jurassien. Besançon : 1908.
- VERDEL, Alexandre. Chansons franc-comtoises, comiques, historiques et patriotiques, tant en français qu'en patois du pays. Premier recueil. Besançon : 1888. 64 p.
- VERDEL, Alexandre. Chansons franc-comtoises, comiques, historiques et patriotiques, tant en français qu'en patois du pays. Deuxième recueil. Vesoul : 1895.

### Noëls et crèches bisontines, homélies, pièces de théâtre, poèmes
BESANÇON
- BAILLY, Auguste. La Crèche bisontine, drame populaire en patois de Besançon, recueilli d'après les traditions locales par M. Aug. Bailly. Besançon : J. Jacquin, 1866; J. Roblot, (1869) ; Lons-le-Saunier : 1889 ; Lille : Desclée, de Brouwet et Cie, 1894 ; Besançon : 1923, 1929, 1969.
- DONDAINE, Colette. Noëls au patois de Besançon des XVIIe et XVIIIe siècles. Thise : Jacques et Demontrond, 1997. (musique modernisée par Andrée Flattot).
- GARNERET, Jean. La crèche et le théâtre populaire. éd. Folklore comtois, 1974.
- GAUTHIER, François. Recueil de noëls anciens au patois de Besançon. Besançon : 1804 ; Bintot, 1842, 1858.
- PROST, Christian. Noël en patois. 1682. (Jean Couché).
- PROST, Christian. Noëls nouveaux en patois de Besançon. Besançon : 1717.
- PROST, Christian ; GAUTHIER, François. Recueil de Noëls anciens, au patois de Besançon. Besançon : J.-Cl. Bogillot, 1750.
- PROST, Christian ; GAUTHIER, François. Noëls en patois de Besançon, imprimés pour la première fois en 1758. Dôle : J. B. Tonnet, s.d.
- PROST, Christian ; GAUTHIER, François. Recueil de Noëls anciens, au patois de Besançon. 3e édition, augmentée de notes par Th. Bélamy [2e partie] suivie des noëls au patois de Vanclans, par Humbert [du sermon de la pénitence au patois de Besançon, et d'une notice sur la vie de M. Humbert par A. Journot]. Besançon : C. Marin, 1872.

 JURA BERNOIS
- SURDEZ, Jules. Contes fantastiques du Jura bernois, recueillis et traduit par J. Surdez. in. Folklore Suisse, 1927, p 57-62.

 JURA SUISSE
- BAROTCHÈT, Djôsèt (alias BADET Joseph). En lai Croujie (Pièce patoise). SJE, 1974. (Pièce).
- BAROTCHÈT, Djôsèt (alias BADET Joseph). Lai Grie (Piece en trâs paitchies). SJE. s.l.n.d.
- BAROTCHÈT, Djôsèt (alias BADET Joseph). Musattes. SJE. s.l.n.d. (Petit recueil de textes et historiettes).
- BRAHIER, Gaston. Vétçhans l'houre qu'ât li / Vivons le moment présent. Moutier : éd. Pro Jura, 1996 et 1998. (Souvenirs de l'auteur et histoires du pays ajoulot).
- CHRISTE, Jean (dit Le Vadais). Dos le gros nouchie / sous le gros noyer. Moutier : éd. Pro Jura, 1984.
- CHRISTE, Jean (dit Le Vadais). Le Rveniaint. Porrentruy : SJE, 1978. (Pièce en trois parties, en patois de la Vallée de Delémont).
- CHRISTE, Jean (dit Le Vadais). A d'vaint l'heus / Au devant-hui. Moutier : éd. Pro Jura, 1976.
- CHRISTE, Jean (dit Le Vadais). A cârre di füe / Au coin du feu. éd. Moutier : éd. Pro Jura, 1975.
- FROIDEVAUX-QUELOZ, Madeline et Étienne. R'émeûdre di patois / Écoutez voir …. Porrentruy : Florilège, 1995.
- LOVIS, Gilbert. Contes fantastiques du jura. Recueillis par Jules Surdez (1878-1964). Bâle : Société suisse des traditions populaires, 1987. (version originale patoise de Jules Surdez en fac-simile. traduction et publication de Gilbert Lovis).
- LOVIS, Gilbert. Vieux contes du Jura recueillis à Ocourt, par Jules Surdez. ASPRUJ, 1991. (Livre jurassien-français accompagné d'un CD).
- ŒUVRAY, Jacques (Chanoine). Prâdges en patois di Jura. Porrentruy : Jacques Œuvray, 2018, 157 p.
- RASPIELER, Ferdinand (abbé). Les Paniers, poème patois, précédé d'une étude littéraire sur quelques poésies en patois de l'ancien évêché de Bâle [par Xavier Kohler]. Porrentruy : 1849.
- ROSSAT, A. Noëls jurassiens. Rev suisse des traditions populaires vol. 3, 4.
- SURDEZ, Jules. En lai rive de l'Âve. s.l.n.d.
- SURDEZ, Jules. L'Aindgeatte. s.l.n.d.
- SURDEZ, Jules. Es Baîchattes, tragédie en 3 actes du patois du Clos du Doubs. Porrentruy : 1902.
- SURDEZ, Jules. Piera Péquignat, drame en 4 actes en patois d'Ajoie. Porrentruy : 1907.
- SURDEZ, Jules. Proverbes patois jurassiens. Tramelan : 1928.
- SURDEZ, Jules. Tiaitrïnnate, pièce en trois actes. Courtelary : 1934.
- SURDEZ, Jules. Lai Tirie-foeûs, nouvelle. Moutier : 1943.
- SURDEZ, Jules. Lai Boille. La Chaux-de-Fonds : 1944.
- SURDEZ, Jules. Le Frondon. Delémont : 1946.
- SURDEZ, Jules. Les Béls-ouejés au patois de Bonfol. Porrentruy : La Bonne Presse, 1949.
- SURDEZ, Jules. Le Târpie. Saignelégier : 1949.
- SURDEZ, Jules. Le Beniessenère, nouvelle en patois du Clos-du-Doubs. Porrentruy : 1945.
- SURDEZ, Jules. Lai Bâme. Porrentruy : 1958.
- SURDEZ, Jules. Le Toeuniat. Porrentruy : 1960.

## Le Jurassien

### Études générales sur l'arpitan
- DE VINCENZ, A. Disparition et survivance du franco-provençal. M. Niemeyer, 1974.
- DURAFFOUR, Antonin. Glossaire des patois franco-provençaux. publ. par L. Malapert et M. Gonon ; sous la dir. de P. Gardette ; Institut de linguistique romane des Facultés catholiques de Lyon. Paris : éd. du Centre national de la recherche scientifique, 1969.
- DURAFFOUR, Antonin. Phénomènes généraux d'évolution phonétique dans les dialectes franco-provençaux. Grenoble : 1932.
- MARTIN, Jean-Baptiste ; TUAILLON, Gaston. Atlas linguistique et ethnographique du Jura et des Alpes du Nord. 4 vol. Paris : Éditions du Centre national de la recherche scientifique, 1971. (Document cartographique).
- STICH, Dominique. Dictionnaire des mots de base du francoprovençal : orthographe ORB supradialectale standardisée. (avec la collab. de Xavier Gouvert et Alain Favre). Thonon-les-Bains (20 rue Ferdinand-Dubouloz, 74200) : éd. le Carré, 2003.
- STICH, Dominique. Parlons francoprovençal : une langue méconnue. Paris : Montréal : l'Harmattan, 1998.

### Études linguistiques sur le jurassien
- AYMONIER, C. Notre Patois. Pontarlier : 1935.
- BABEY. Flore jurassienne. Paris : Audot, 1845.
- BOURGEOIS-MOINE, Léon (abbé). Recherches sur Chapelle des Bois. 1894.
- BURDET, G. Histoire de la Pesse et des Bouchoux. Morez : 1925.
- GRAND, Noël. Recueil de particularités du langage de Mignovillard (Jura) et des environs : suivi d'expressions, locutions, dictons et proverbes patois et français et de quelques bonnes histoires locales. Villemomble (88, Av. Gallieni, 93250) : N. Grand, 1977.
- KJELLÉN, Oskar. Le patois de la région de Nozeroy (Jura). Göteborg : Elanders Boktryckeri Aktiebolag, 1945.
- ROBEZ-FERRARIS, J. Particularités du français parlé dans la région de Morez, Haut-Jura. éd. Ellug, 1995.
- ROUSSELET, Michel. Étude sur le patois du village de Frasne (département du Doubs). Commune de Frasne, 1927.
- TAVERDET, G. Les noms de lieux du Jura. Association bourguignonne de dialectologie et d'onomastique.
- THEVENIN, Joseph. Le Patois de Vaudioux  (Jura). Société d'Emulation du Jura, 1898.
- TISSOT, Joseph. Le Patois des Fourgs arrondissement de Pontarlier, département du Doubs. Genève : Slatkine ; Paris : diffusion Champion, 1970. (première édition 1865). .
- TOUBIN. Supplément au Dictionnaire des patois jurassiens. SJE : 1869-70.

### Lexique
- AUTHIER, P. Glossaire du patois de Remoray (canton de Mouthe). 1899.
- BERSOT, Gabriel. Le Patois de Commenailles et autres proches lieux. Commenailles (39140 Bletterans) : G. Bersot, 1980.
- BRIOT, François-Augustin. Glossaire du patois de Chaussin, par Mademoiselle Grosjean, ... et le Dr Briot, .... 1901.
- COMTE, Gilles. Essai de glossaire saugeais-français. Besançon : 1989.
- DURAFFOURG, Paul ; JANOD, Alice et Rolant ; LORGE, Cathie ; et al. Glossaire du parler haut-jurassien. Saint-Claude : les Amis du Vieux Saint-Claude, 1986.
- RABANT, Fernand. Saint-Aubin du Jura, lexique patois et expressions locales. Saint-Aubin : 1980. (édité par la Section Archéologie du Foyer des jeunes).

### Littérature
- BILLOT, Jean-Louis. Recueil de poésies contenant : 1 ̊, quatre noëls au patois d'Arbois ; 2 ̊, des cantiques pour les principales fêtes de l'année ; 3 ̊, plusieurs autres pièces relatives à différens évènements de la révolution et au retour de Bonaparte d'Égypte ; le tout sur de beaux airs connus.... Arbois : l'Auteur, an X, 1802.
- BUCHON, Max. Noëls et chants populaires de la France-Comté. Salins : Librairie Billet et Duvernois, 1863.
- GRAND, Noël. Recueil de particularités du langage de Mignovillard (Jura) et des environs : suivi d'expressions, locutions, dictons et proverbes patois et français et de quelques bonnes histoires locales. Villemomble (88, Av. Gallieni, 93250) : N. Grand, 1977.

## L'accent
- FLEISCH, Henri. L'R roulé dans une prononciation franco-comtoise: recherche de phonétique expérimentale. 1946.
- MILLOT, Christine Millot ; PELLETIER, Sabine. L'Allongement dans les parlers franc-comtois. Foris Publications.
- RITTAUD-HUTINET, Chantal. Le français, langue plurielle: valeur et réalité des français régionaux – Prononciation du français de Besançon. Thèse d'Etat, Paris V, 1980.

## Limites géographiques et linguistiques
- BLOCH, O. Une frontière linguistique entre les Vosges et la Haute-Saône. Festchrift Tappolet Bâle, 1935.
- GAUCHAT, Louis. Langue et patois de la Suisse Romande. Dictionnaire géographique de la Suisse.. Neuchâtel : 1908.
- LOBECK, K. Die französisch-franco-provenzalische Dialektgrenze zwischen Jura une Saône (La frontière dialectale français-franco-provençal entre Jura et Saône). Genève, 1945.
- MARTIN, Jean-Baptiste ; TUAILLON, Gaston. Atlas linguistique et ethnographique du Jura et des Alpes du Nord. 4 vol. Paris : Éditions du Centre national de la recherche scientifique, 1971. (Document cartographique).
- DE TOURTOULON, Ch. ; BRINGUIER, O. Etude sur la limite géographique de la langue d'OC et de la langue d'oïl. Paris : 1876.

## Histoire des parlers de Franche-Comté
- DELSALLE, Paul. Lexique pour l'étude de la Franche-Comté à l'époque des Habsbourg : 1493-1674. Besançon : Presses universitaires de Franche-Comté, 2004.
- IMBERT, Véronique. Registre du plaid de Morteau (1329-1331): I. Transcription; II. Analyse et commentaire. Paris : 1982.
- Journal du poète Jean Vuillemin. Académie des Sciences, Belles-Lettres et Arts de Besançon, 1904. (édité par Max Prinet).

## Français régional
- BOILLOT, F. Le français régional de la Grand'Combe. Presses universitaires de France, 1930.
- COLIN, Jean-Paul. Expressions familières de Franche-Comté. Paris : Bonneton, 2001.
- COLLINET, G. Recueil des régionalismes de la Haute-Montagne (environ de Pontarlier). Pontarlier : 1925.
- DUCHET-SUCHAUX, M. et G. Dictionnaire du Français régional de Franche-Comté. Paris : éd. Bonneton, 1999.
- LESIGNE, Hubert. Mots et figures des Trois Provinces (Champagne, Lorraine, Franche-Comté). L'Harmattan.
- RITTAUD-HUTINET, Chantal. Le français parlé à Besançon. Dijon : 1970. (Thèse 3e cycle).
- ROBEZ-FERRARIS, J. Particularités du français parlé dans la région de Morez, Haut-Jura. éd. Ellug, 1995.